# 부다굽타
부다굽타 (굽타 문자:  부다굽타, r.  476c. – 495 CE)는 굽타 황제이자 쿠마라굽타 2세의 후계자이다. 그는 푸루굽타의 아들이었으며 나라심하굽타가 그의 뒤를 이었다.
부다굽타는 카나우지의 통치자들과 긴밀한 관계를 맺고 있었으며, 함께 알혼족 (후나족)을 북인도의 비옥한 평야에서 몰아내려 노력했다.
북인도, 특히 에란 지역은 알혼족의 통치자 토라마나에 의해 침략당했으며, 토라마나는 기원 510~513년경 그곳에 에란 멧돼지 비문을 세웠다.

## 비문

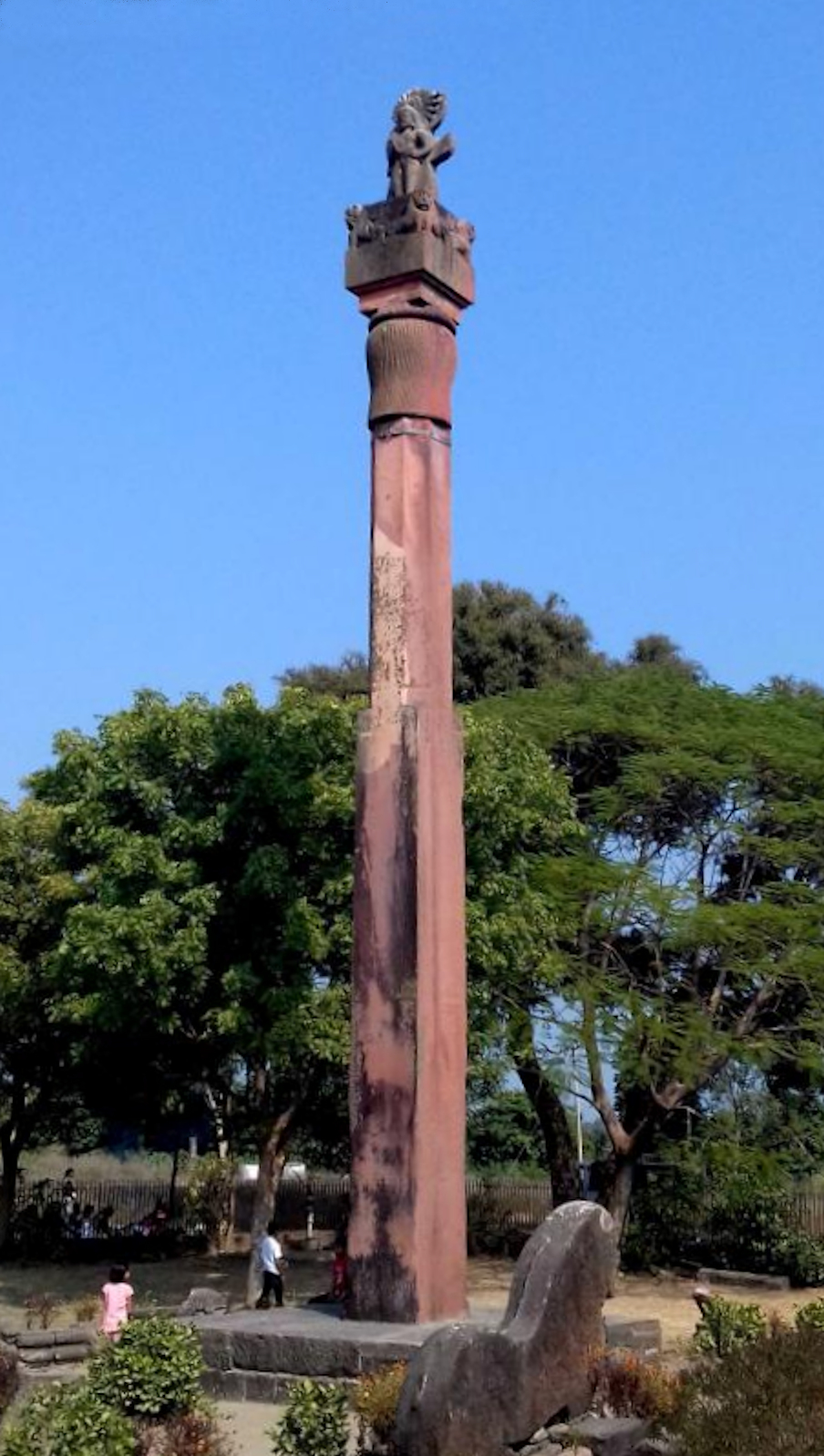
기원 476–495년경 세워진 에란의 부다굽타 기둥으로, 비슈누의 다른 이름인 자나르다나를 기리기 위해 세워졌다. 상단에는 뱀을 손에 들고 뒤에 차크라 바퀴를 지닌 가루다의 이중 조각상이 있다.

다모다르푸르 동판 비문에 따르면 푼드라 부크티(현대 북벵골)는 그의 두 부왕(우파리카 마하라자)인 브라흐마닷타와 자야닷타가 통치했다고 한다.
두 형제 마트리비슈누와 단야비슈누의 에란 석주 비문에는 부다굽타가 그들의 황제(부파티)로 언급되어 있으며, 그의 통치하에 마하라자 수라슈미찬드라가 야무나강과 나르마다강 사이의 땅을 통치했다. 에란 기둥에 새겨진 부다굽타 비문은 에란의 폐허가 된 사원군 근처에 위치한 거대한 단일 적색 사암 기둥의 하단 사각형 부분 서쪽에 새겨져 있다. 이 비문은 부다굽타가 "칼린디 강과 나르마다 강 사이" 지역을 통치했음을 언급하며, 484-485년으로 추정된다. 비문의 목적은 비슈누 신의 '드바자스탐바' 또는 깃대라 불리는 기둥의 건립을 기록하는 것이다. 이 기둥은 약 48피트 높이이다. 이 비문은 1838년 T. S. 버트에 의해 발견되었다.
마투라 근처 고빈드나가르에서 발견된 석가모니 조각상의 받침대에는 "부다굽타 통치 161년" (480년경)이라는 비문이 새겨져 있다. 이것은 부다굽타의 권위가 북쪽의 마투라까지 미쳤음을 보여주는 유일한 금석학적 증거이다.:
...오늘날, 유명한 왕조의 부다굽타 왕이 온 땅을 다스리고 있는 해 백육십일 년에...— 고빈드나가르의 부다굽타 비문, 마투라.

사르나트에서 발견된 두 개의 서 있는 석가모니 불상에는 "부다굽타 통치 157년 아바야미트라의 선물"을 언급하는 비문이 새겨져 있다 (157년은 굽타기원으로 477년에 해당). 또한 바라나시와 에란에는 석판 비문이, 날란다에는 부다굽타를 통치자로 언급하는 봉인이 있으며, 여러 동판 비문도 있다.

### 부다굽타 비문이 있는 첫 번째 석가모니 불상
굽타 시대의 백년이 오십칠년 더 지나고 바이샤카월 초하루 칠일, 달의 궁이 물라에 있을 때, 부다굽타가 (세계를) 다스리고 있을 때, 신성한 아들들(제자들)을 가진 자(석가모니)의 이 아름다운 상은 놀라운 예술로 장식되어 불승인 나 아바야미트라에 의해 만들어졌다. 내가 이 상을 만들면서 얻은 종교적 공덕이 나의 부모님, 스승, 그리고 인류의 최종적인 행복을 위한 것이 되기를 바란다.

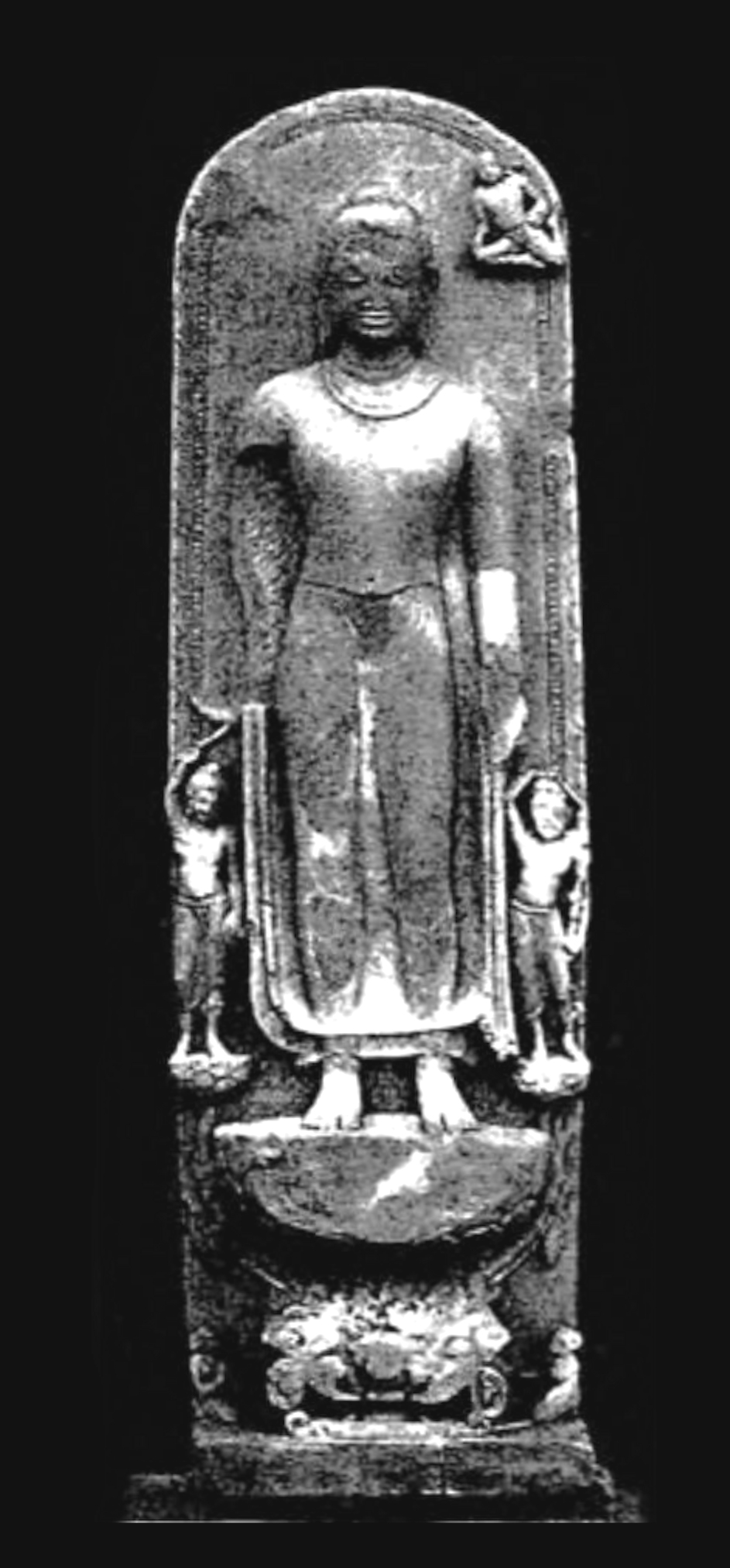
부다굽타 통치 157년(476 CE)에 "아바야미트라의 선물"이 새겨진 석가모니 불상. 사르나트 박물관.
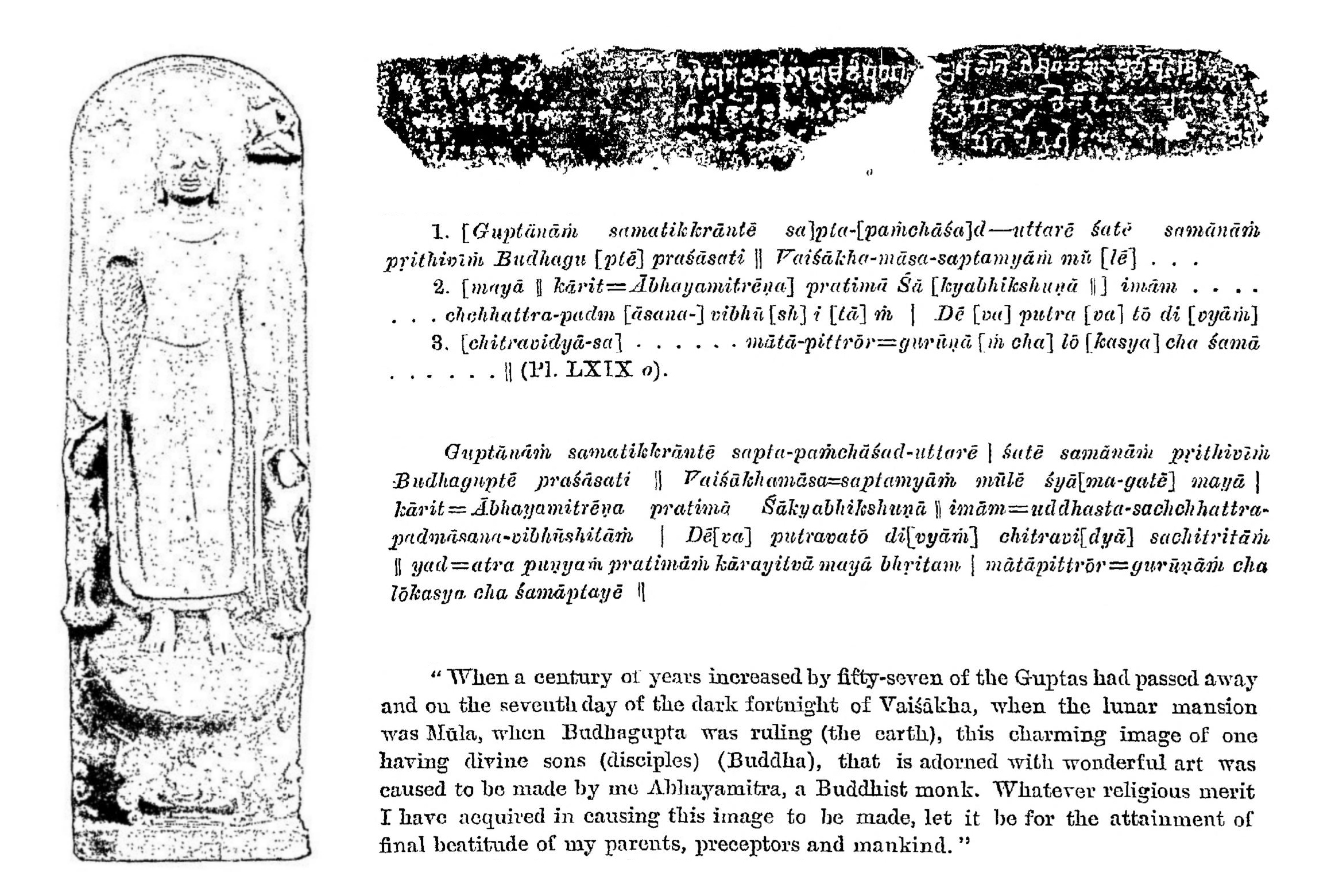
굽타 기원 157년 부다굽타의 불상 비문, 연장 및 영어 번역.

### 부다굽타 비문이 있는 두 번째 석가모니 불상
사르나트에서 발견된 두 번째 서 있는 석가모니상은 부다굽타의 이름으로 날짜가 새겨진 비문(157년)을 가지고 있다. 이 조각상은 훼손되었지만, 석가모니 발밑의 숭배자들은 아름답게 보존되어 있다. 내용은 부분적으로 보존되어 있지만, 본질적으로 첫 번째 조각상에 새겨진 비문과 동일하며, 동일한 기증자에 의해 만들어졌기 때문에 재구성이 가능하다.

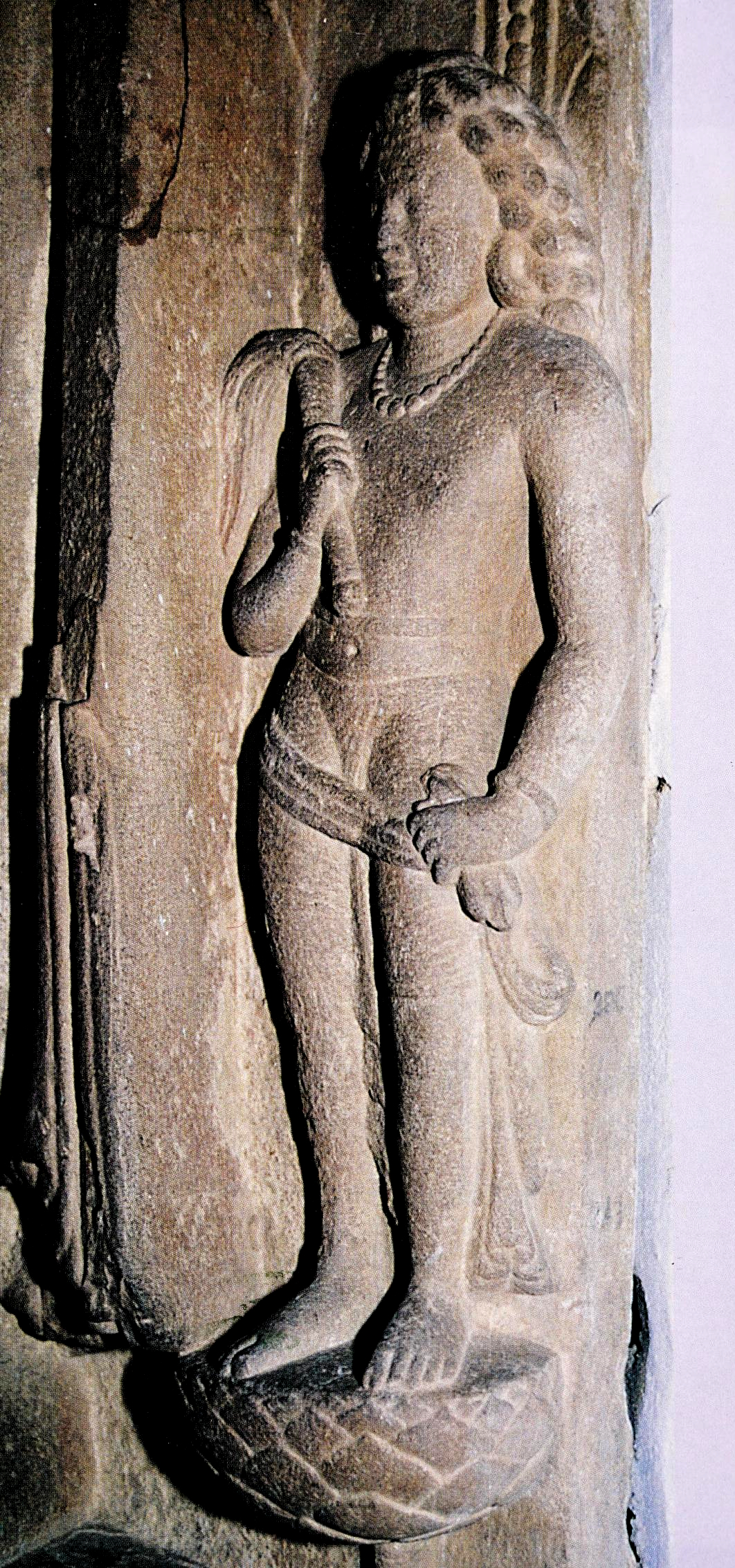
두 번째 서 있는 석가모니상(파편)의 불교 신자, "부다굽타 통치 굽타기 157년 (477 CE) 아바야미트라의 선물"이라고 새겨져 있음. 사르나트 박물관.
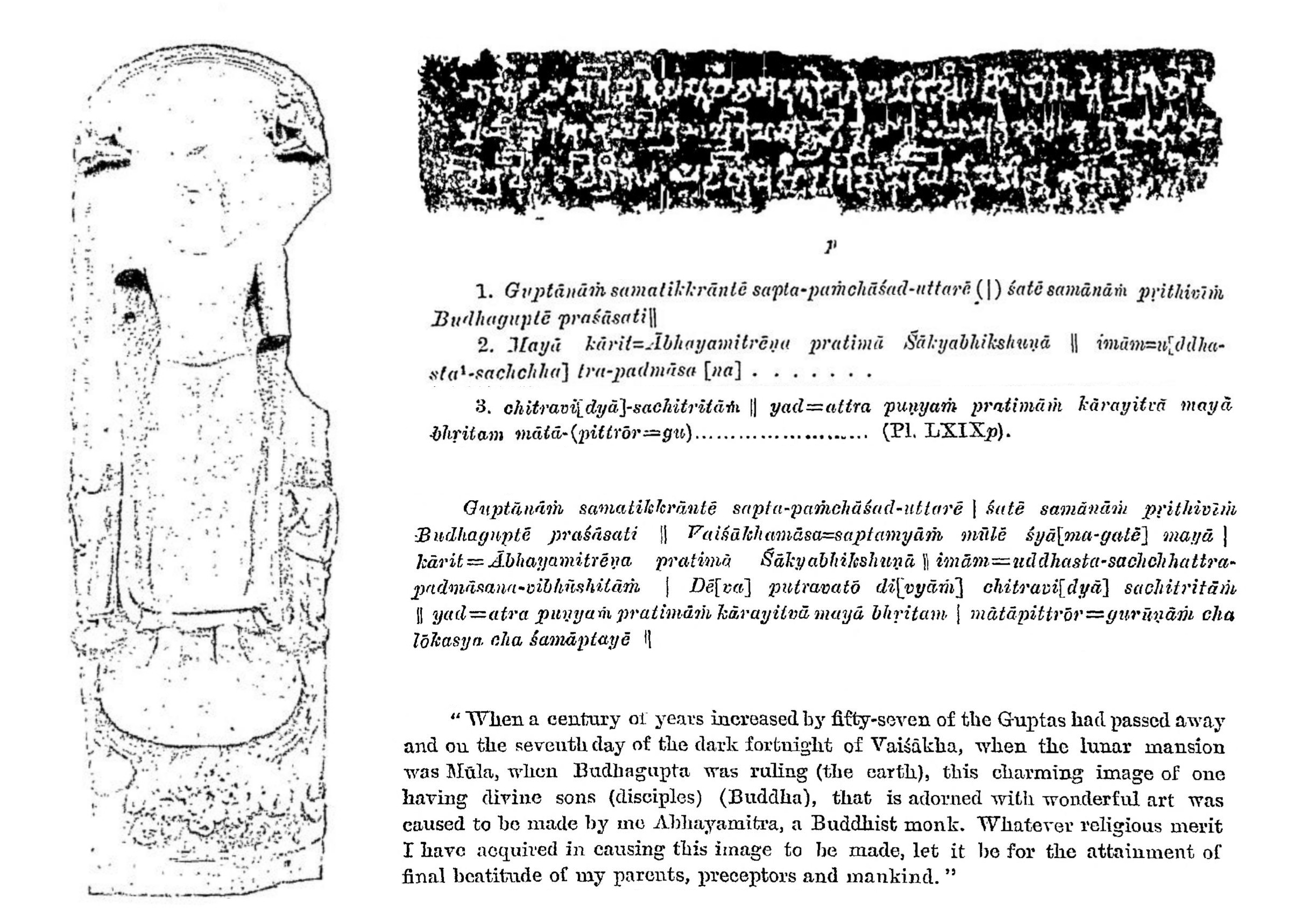
굽타기 157년 부다굽타의 불상 비문 (두 번째 조각상), 연장 및 영어 번역.

### 부다굽타의 다른 비문

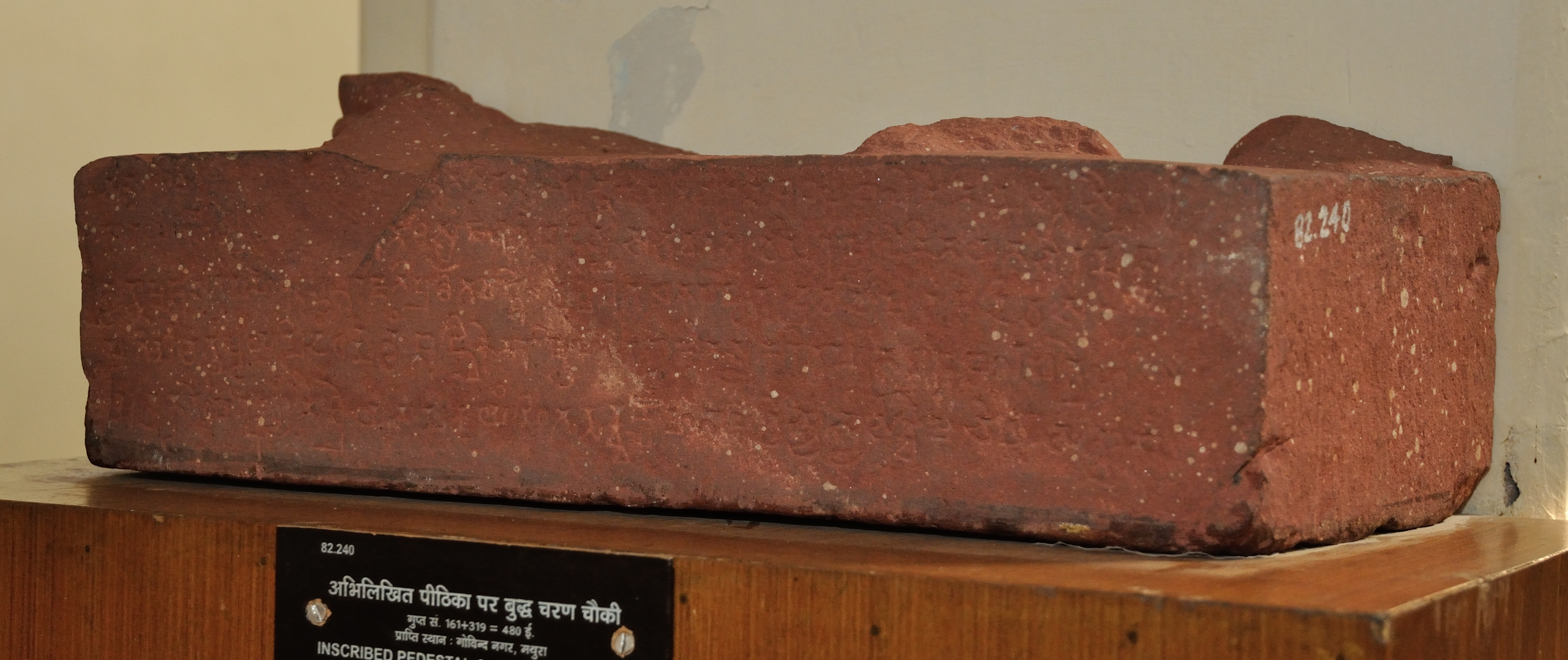
기원 480년경 고빈드나가르의 마투라 주립 박물관에 소장된 "부다굽타 통치 161년"에 건립된 불상 받침대.
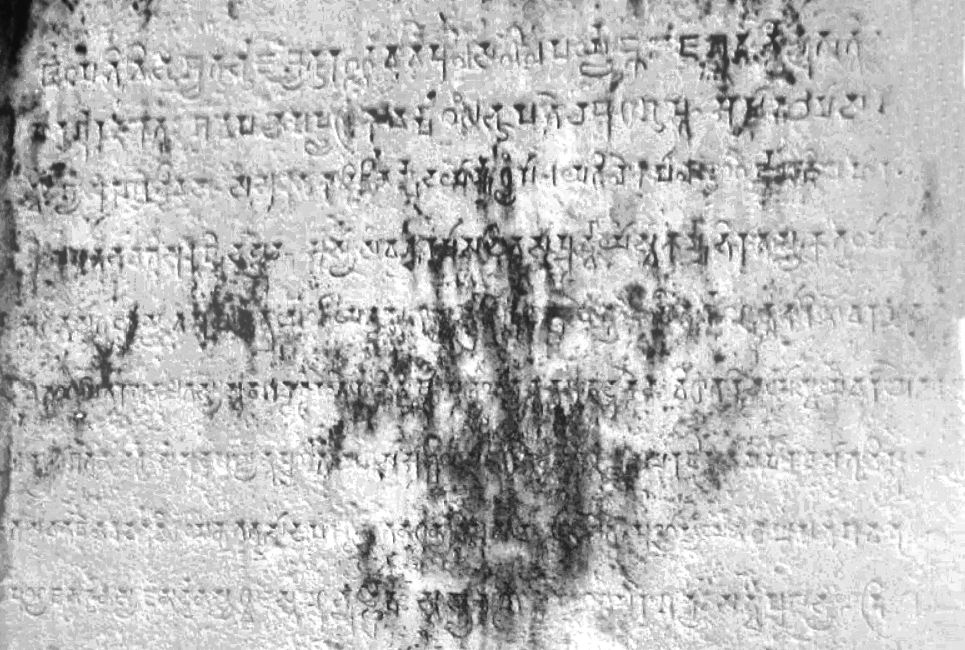
에란의 부다굽타 기둥 비문.
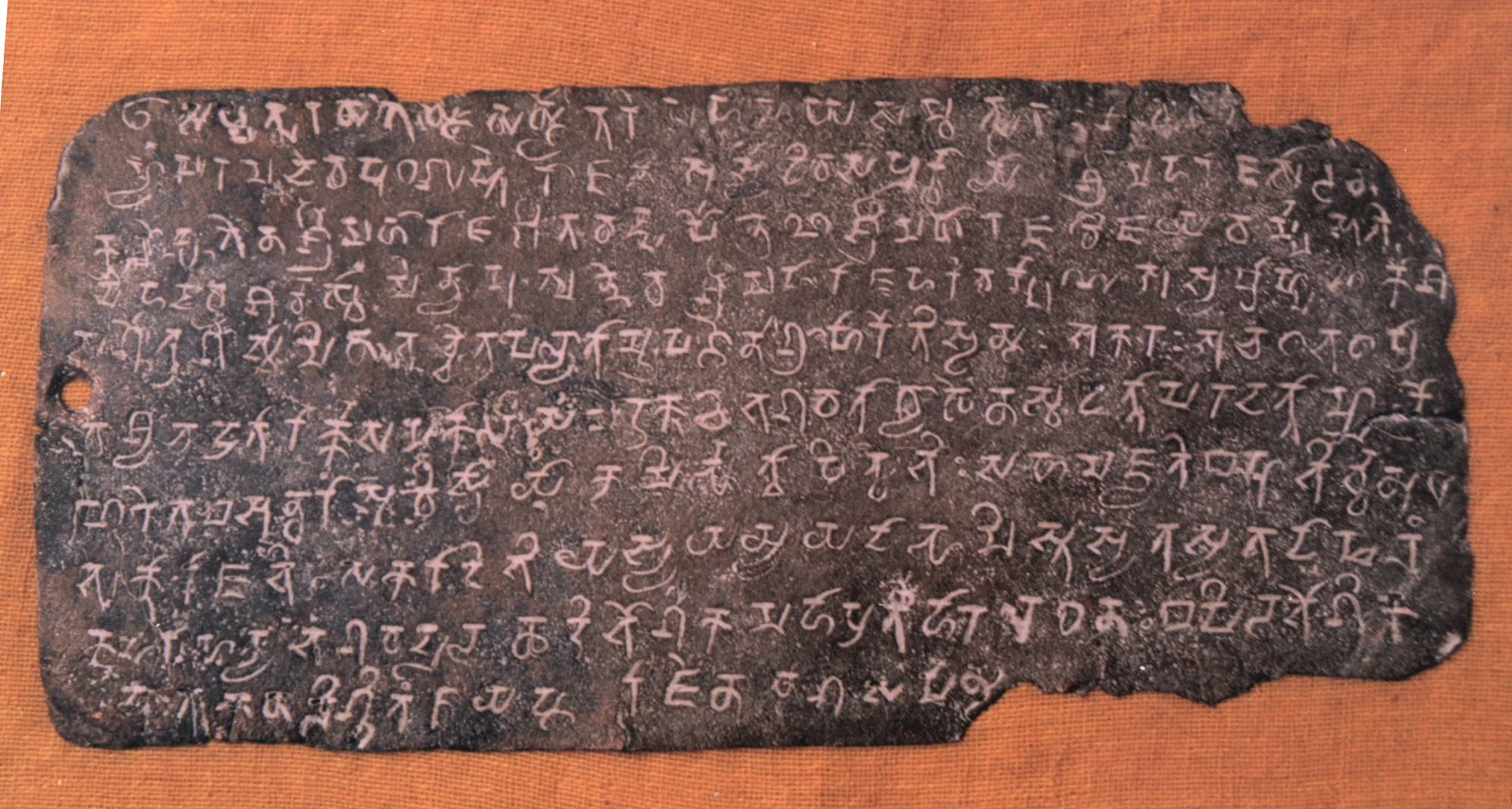
굽타기 168년으로 추정되는 부다굽타의 동판 헌장